# Limnephilus primoryensis
Limnephilus primoryensis är en nattsländeart som beskrevs av Nimmo 1995. Limnephilus primoryensis ingår i släktet Limnephilus och familjen husmasknattsländor. Inga underarter finns listade i Catalogue of Life.